# Jane Austen

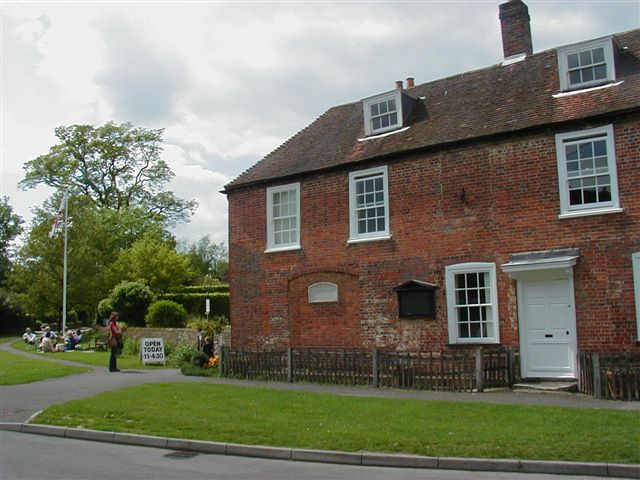
Dom Jane Austen w Chawton, obecnie muzeum jej poświęcone

Jane Austen (/ˈdʒeɪn ˈɒstɪn/; ur. 16 grudnia 1775 w Steventon, zm. 18 lipca 1817 w Winchesterze) – angielska pisarka.
Autorka powieści opisujących życie angielskiej klasy wyższej z początku XIX wieku. Mimo że sama wiodła stosunkowo odosobnione życie na prowincji w hrabstwie Hampshire, nie pozbawiło jej to zmysłu obserwacji i nie zubożyło dramaturgii jej utworów. Ich fabuła najczęściej dotyczy zamążpójścia i związanych z tym problemów społecznych (sama Austen nigdy nie wyszła za mąż). Reputację dobrej pisarki zyskała już za życia – jej powieści chwalił m.in. Walter Scott.

## Życiorys

### Rodzina
Jane Austen urodziła się w 1775 roku w parafii Steventon. Jej ojcem był George Austen (1731-1805), duchowny kościoła anglikańskiego, a matką – Cassandra Austen z domu Leigh (1739-1827). Dochód Austenów nie był wysoki (wynosił niewiele ponad 600 funtów rocznie), dlatego ich córka nie miała zbyt wysokiego posagu, co zmniejszało jej szanse na dobre zamążpójście.
Miała sześciu braci i jedną siostrę. Najstarszy z jej braci, James (1765-1819) studiował na Oksfordzie i w 1787 roku otrzymał święcenia kapłańskie, a po przejściu ojca na emeryturę przejął po nim obowiązki w parafii Steventon. Drugi brat, George (1766-1838), od urodzenia był upośledzony (prawdopodobnie głuchoniemy) i nie mieszkał z rodziną w Steventon. Trzeci brat, Edward (1767-1852), został adoptowany przez bogatych krewnych, Knightów, których nazwisko przejął, gdy na początku XIX wieku odziedziczył ich majątek, Godmersham w hrabstwie Kent. Pisarka żyła w bliskiej przyjaźni z jego najstarszą córką, Fanny Knight (1793-1882), której matka, Elizabeth (z domu Bridges; 1773-1808), zmarła, gdy Fanny miała 15 lat. Henry (1771-1850), czwarty brat Jane Austen, był jej ulubieńcem; studiował w Oksfordzie, w 1797 roku ożenił się z Elizą de Feuillide (1761-1813), kuzynką Austenów, a po bankructwie w 1815 roku został pastorem. Dwaj najmłodsi bracia, Frank (1774-1865) i Charles (1779-1852), w wieku 12 lat wstąpili do marynarki, a podczas wojen napoleońskich walczyli w brytyjskiej flocie i ostatecznie zostali admirałami. Przed Frankiem urodziła się Cassandra Elizabeth (1773-1845), jedyna siostra pisarki, z którą łączyła ją niezwykle bliską więź; była zaręczona z Thomasem Fowlem, który popłynął jako kapelan na Karaiby i zmarł w 1797 roku na żółtą febrę. Cassandra często wyjeżdżała w odwiedziny do swoich braci, dzięki czemu narodziła się korespondencja między nią a siostrą. Duża część listów się zachowała i stanowi bogate źródło informacji o życiu pisarki.

### Edukacja i wczesne prace

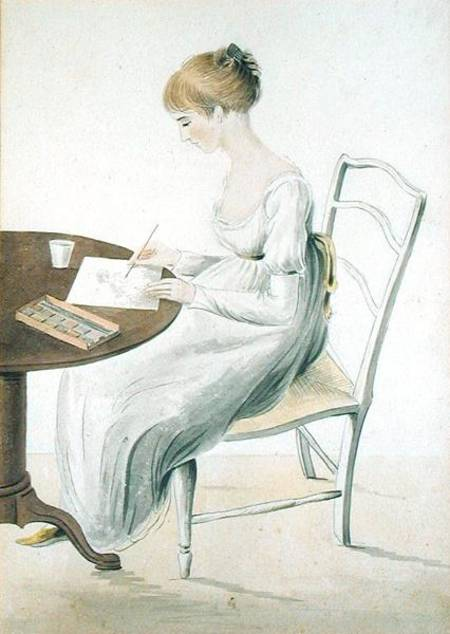
Fanny Knight, akwarela namalowana przez Cassandrę Austen

Nauki pobierała głównie w domu, nie licząc pobytu z siostrą w Southampton w 1783 roku oraz w prywatnej szkole w Reading w latach 1785–1786. W domu uczyły się przede wszystkim rysowania, gry na pianoforte i innych umiejętności potrzebnych młodej damie, jednak namawiano je również do czytania literatury, zarówno klasycznej, jak i popularnych powieści. Lubiła powieść Sir Charles Grandison Samuela Richardsona, ceniła także utwory Fanny Burney (np. Camilla i Cecilia) oraz czytywała powieści gotyckie autorstwa Ann Radcliffe.
Ją samą namawiano również do pisania, czego wynikiem są powstałe w latach 1787–1793 juwenilia, w tym humorystyczne opowiadania oraz historia Anglii, zilustrowana przez Cassandrę. W latach 1795–1799 powstały pierwsze szkice powieści – Elinor i Marianne, Pierwsze wrażenia i Susan, które ostatecznie wiele lat później zostały wydane jako Rozważna i romantyczna, Duma i uprzedzenie i Opactwo Northanger.

### Bath i Southampton
W 1800 roku wielebny Austen przeszedł na emeryturę i wraz z rodziną przeniósł się do Bath, modnej miejscowości, do której w sezonie zjeżdżało się najlepsze towarzystwo. W miesiącach letnich, gdy życie w mieście było nie do wytrzymania, Jane i Cassandra jeździły nad morze, do takich miejscowości jak Lyme Regis, Dawlish, Sidmouth czy Teignmouth. W styczniu 1805 roku zmarł ich ojciec, zostawiając żonie i młodszej córce 450 funtów rocznego dochodu. Pomagali siostrze i matce męscy potomkowie zmarłego, więc kobiety mogły żyć w miarę wygodnie. Pod koniec 1805 roku zamieszkała z nimi Martha Lloyd, siostra żony Jamesa, pozostająca z Jane w przyjaźni.
W 1806 roku rodzina wyprowadziła się z Bath do Clifton, by ostatecznie osiąść w Southampton, gdzie zamieszkała w domu z żoną Franka, który był na morzu i nie chciał, by żona, spodziewająca się dziecka, była sama.

### Romanse
Nigdy nie wyszła za mąż, jednak miała kilka flirtów i sympatii, które sprowadzają się głównie do trzech osób. Na przełomie 1795 i 1796 roku poznała Irlandczyka Thomasa Lefroya, z którym flirtowała na trzech balach, po czym oficjalnie znajomość się zakończyła. Jednak ostatnio pojawiły się informacje, że związek mógł trwać dłużej, a Jane mogła być znacznie bardziej zaangażowana, niż wynikałoby to z tonu nielicznych zachowanych listów.
Druga miłość jest jeszcze bardziej tajemnicza. Podczas jednej z jej corocznych podróży nad morze, którą odbyła, gdy rodzina Austenów mieszkała w Bath, Jane poznała miłego, młodego człowieka, który, według słów Cassandry, zakochał się w Jane i ewentualne oświadczyny z jego strony z pewnością byłyby przyjęte. Okoliczności jednak sprawiły, że młodzieniec musiał wyjechać, a jedyne informacje o nim, jakie później dotarły do sióstr, donosiły o jego śmierci. W grudniu 1802 roku Jane i Cassandra odwiedziły znajomych w Hampshire, państwa Bigg z Manydown, i wtedy to Harris Bigg-Wither, młodszy o sześć lat od Jane, oświadczył się jej. Jane przyjęła oświadczyny, jednak następnego dnia zmieniła zdanie i z Cassandrą w pośpiechu powróciła do Bath. Jane miała wtedy 27 lat i była uważana za starą pannę, więc nic dziwnego, że przyjęła oświadczyny zamożnego człowieka, który mógłby zapewnić jej dobrobyt, jednakże Harris Bigg-Wither nie odznaczał się ani urodą, ani intelektem, więc nie dziwi też fakt, że ostatecznie zmieniła zdanie.

### Chawton i publikacje powieści
Edward zaproponował matce, by zamieszkała w należącej do niego Chawton Cottage, leżącej niedaleko posiadłości Chawton House, którą również odziedziczył i w 1809 roku panie Austen, Cassandra, Jane i Martha Lloyd przeniosły się do Hampshire. Powrót w rodzinne strony dobrze wpłynął na Jane – wprowadziła poprawki do Rozważnej i romantycznej, która w 1811 została zaakceptowana do druku i wydana jako dzieło „pewnej damy”. Dobre recenzje oraz zarobek wysokości 140 funtów skłonił Jane do wysłania wydawcy Dumy i uprzedzenia. Powieść została wydana w 1813 roku, gdy pisarka pracowała już nad kolejną powieścią – Mansfield Park, który ukazał się drukiem w maju 1814 roku. Obie powieści odniosły sukces, a Jane zaczęła pisać Emmę (wydaną w grudniu 1815 roku). W sierpniu 1816 roku rozpoczęła pracę nad Perswazjami, które skończyła pisać rok później. Austen nie afiszowała się z tym, że pisze i ukrywała swoje notatki, gdy ktoś się zbliżał. Podobno przed nadchodzącymi ludźmi ostrzegały ją skrzypiące drzwi pokoju.
Często jeździła w odwiedziny do braci oraz przyjaciół. Bardzo lubiła swoje bratanice i bratanków, szczególnie córkę Jamesa z pierwszego małżeństwa, Anne, oraz Fanny Knight, córkę Edwarda.
Na początku 1816 roku, gdy Jane zaczęła pracę nad powieścią Sanditon, poczuła się źle. W maju za radą lekarza przeniosła się z siostrą do Winchesteru, jednak choroby nie udało się pokonać i Jane Austen zmarła 18 lipca 1817 roku w wieku 41 lat. Przyczyna śmierci nie jest znana, najczęściej mówi się jednak o chorobie Addisona.
Została pochowana w katedrze w Winchesterze 24 lipca. Po śmierci pisarki Henry oddał do druku Perswazje i Opactwo Northanger, pierwsze powieści autorki, które zostały wydane pod nazwiskiem Jane Austen.

## Twórczość

### Powieści
- Lady Susan – wczesna (napisana prawdopodobnie ok. 1795 r.) powieść epistolarna, niewydana za życia autorki
- Rozważna i romantyczna (Sense and Sensibility, 1811)
- Duma i uprzedzenie (Pride and Prejudice, 1813)
- Mansfield Park (1814)
- Emma (1815)
- Opactwo Northanger (Northanger Abbey, 1817, wydanie pośmiertne)
- Perswazje (Persuasion, 1817, wydanie pośmiertne)

### Utwory niedokończone
- Watsonowie (The Watsons) – niedokończona powieść zaczęta prawdopodobnie ok. 1803 roku. Praca nad książką została przerwana prawdopodobnie ze względu na śmierć ojca Jane Austen w 1805 roku.
- Sanditon – pracę nad tą powieścią przerwała śmierć autorki.

### Juwenilia
- The Three Sisters
- Love and Freindship[a]
- The History of England
- Catharine, or the Bower
- The Beautifull Cassandra

## Filmy zrealizowane na podstawie powieści
- Duma i uprzedzenie – 1938, 1940, 1952, 1958, 1967 (TV), 1980, 2003, 2005; w 2004 r. zrealizowano także specyficzną, indyjską wersję pt. Bride and Prejudice; oraz w 1995 (serial TV), w latach 2012–2013 powstała ekranizacja powieści pt. The Lizzie Bennet Diaries[6]
- Rozważna i romantyczna – 1971 (TV), 1981 (TV), 1995 (film), 2008 (serial BBC)
- Mansfield Park – 1983 (TV), 1999, 2007
- Emma – 1972 (TV), 1996 (TV), 1996, 2009 (TV), 2019
- Opactwo Northanger – 1986 (TV), 2007
- Perswazje – 1960 (TV), 1971 (TV), 1995, 2007 (ITV), 2022 (Netflix)
- Lady Susan – Przyjaźń czy kochanie 2016
- Sanditon 2019 (TV)

## Filmy biograficzne
- Zakochana Jane 2007, reżyseria Julian Jarrold, w roli Jane Austen Anne Hathaway
- Miss Austen Regrets 2007 (TV), w roli Jane Austen Olivia Williams

## Kontynuacje powieści (innych autorów)
Powieści Jane Austen mają liczne kontynuacje, na ogół utrzymane w konwencji typowego współczesnego romansu. Pozycje przełożone na język polski:
- Julia Barret: Zarozumiałość (cd. Dumy i uprzedzenia), Trzecia siostra (cd. Rozważnej i romantycznej)
- Joan Austen-Leigh (cioteczna prawnuczka Jane Austen): Świat Emmy (cd. Emmy), Emma i inni (cd. Świata Emmy)
- Emma Tennant: Zakochana Emma (cd. Emmy), Pemberley (cd. Dumy i uprzedzenia), Niedobrana para (cd. Pemberley), Eleonora i Marianna (cd. Rozważnej i romantycznej)
- Joan Aiken: Córka Elizy (cd. „Rozważnej i romantycznej”)